# Kepler-296f
Kepler-296f (även KOI-1422.04) är en bekräftad superjord runt dubbelstjärnan Kepler-296, som är belägen 737 ljusår från jorden i stjärnbilden Draken. Den har ungefär 179 procent av Jordens radie, men massan är inte bekräftad. Den befinner sig i beboeliga zonen av Kepler-296, så flytande vatten kan teoretiskt finnas på ytan. 